# Lista ligada

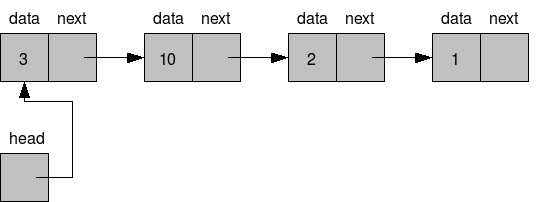
Exemplo de lista singularmente encadeada. Nela, cada célula é composta pelo dado e um ponteiro para o elemento posterior.

Uma lista encadeada ou lista ligada é uma estrutura de dados linear e dinâmica. Ela é composta por várias células que estão interligadas através de ponteiros, ou seja, cada célula possui um ponteiro que aponta para o endereço de memória da próxima célula. Desse modo, as células da estrutura não precisam estar em posições contíguas da memória. Isso faz com que a estrutura se torne dinâmica, pois há qualquer momento, é possível alocar uma nova célula e mudar os ponteiros das células já existentes, de modo que a nova célula seja inserida na estrutura com êxito, na posição desejada pelo programador.
Ao lado temos um exemplo de uma lista encadeada. Nela, cada célula aponta para o endereço de memória da próxima célula através de um ponteiro. Como o último elemento da lista (célula 5) não possui próximo, ele apontará para nulo, que representa uma posição inválida na memória que não pode sofrer escrita ou ser dereferenciada.
Para inserir dados ou remover dados é necessário, no mínimo, um ponteiro que aponta para a primeira célula da lista. Esse ponteiro é normalmente chamado de head. A partir dele, podemos acessar a segunda célula, e a partir da segunda célula, podemos acessar a terceira, e assim em diante. Ou seja, com o ponteiro para a primeira célula, podemos acessar qualquer célula de uma lista encadeada.

## Tipos

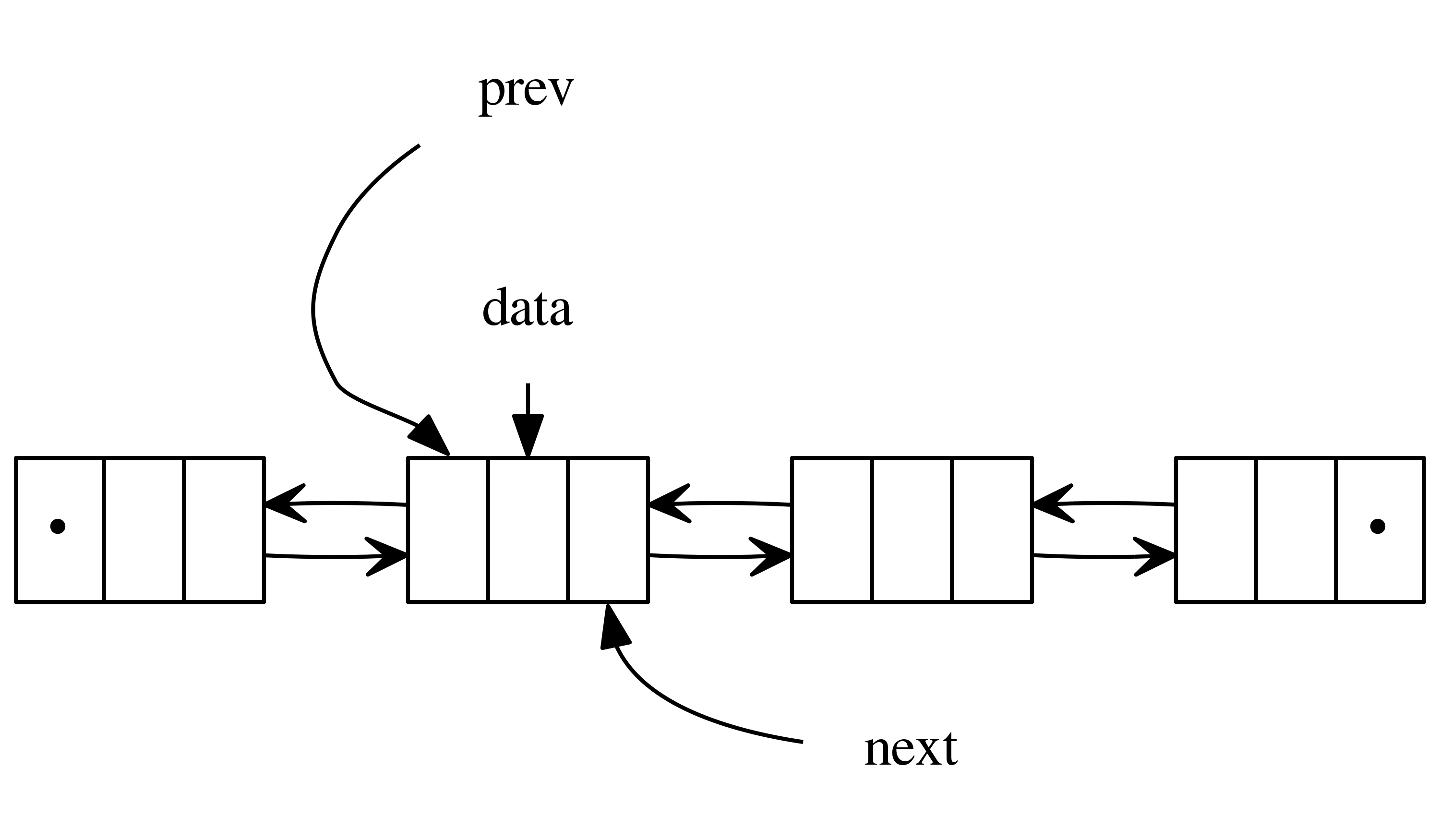
Exemplo de lista duplamente encadeada. Nela, cada célula é composta pelo dado, um ponteiro para o elemento posterior e um ponteiro para o elemento anterior.

Normalmente, temos dois tipos diferentes de listas encadeadas:
- Lista singularmente encadeada (Singly Linked List).
- Lista duplamente encadeada (Doubly Linked List).

A lista singularmente encadeada é justamente aquela explicada na seção principal.
A lista duplamente encadeada faz com que cada elemento possua dois ponteiros: um para o elemento posterior (assim como a lista singularmente encadeada), e um para o elemento anterior.
Também possui uma referência (ponteiro) para o último elemento da lista, comumente chamado de tail. As diferenças entre encadeamento singular e duplo são melhores explicadas no parágrafo a seguir.

## Singular vs. Duplo
Comparando os dois tipos de listas encadeadas, temos que:
- Uma célula de uma lista duplamente encadeada ocupa mais memória do que uma célula de uma lista singularmente encadeada, devido ao ponteiro adicional que aponta ao elemento anterior (considerando que os tipos das duas listas possuem o mesmo tamanho).
- Inserções em listas duplamente encadeadas são potencialmente mais lentas devido à maior quantidade de ponteiros que precisam ser rearranjados.
- Porém, certas iterações e operações de indexação podem ser mais fáceis ou rápidas em listas duplamente encadeadas. Como por exemplo, percorrer a lista de trás pra frente. Aa lista duplamente encadeada pode acessar a última célula e percorrer através dos ponteiros de trás de cada célula, assim percorrendo a lista de trás para frente. Outro exemplo: pegar o penúltimo elemento da lista. Nesse caso, A lista singularmente encadeada terá que passar por n-1 elementos (onde n é o tamanho da lista), enquanto a duplamente encadeada pode ir para o elemento final e percorrer somente um elemento para trás para obter o penúltimo elemento.

## Vantagens
- A inserção ou remoção de um elemento na lista não implica a mudança de lugar de outros elementos;
- Não é necessário definir, no momento da criação da lista, o número máximo de elementos que esta poderá ter. Ou seja, é possível alocar memória "dinamicamente", apenas para o número de nós necessários.

## Desvantagens
- A manipulação torna-se mais "perigosa" uma vez que, se o encadeamento (ligação) entre elementos da lista for mal feito, toda a lista pode ser perdida;
- Para aceder ao elemento na posição n da lista, deve-se percorrer todos os elementos (n - 1) anteriores.

## Níveis de complexidade
Numa lista com n itens, temos as seguintes complexidades de tempo no pior caso:
- Inserção
  - Cabeça: O(1).
  - Cauda: O(n) (ou O(1) quando se tem uma referência pro fim da lista).
  - Meio: O(n).

- Eliminação
  - Cabeça: O(1).
  - Cauda: O(n) (ou O(1) quando se tem uma referência pro fim da lista).
  - Meio: O(n).

## Exemplo em C
Exemplo de código feito em linguagem de programação C:

### Estrutura
```
typedef
 
struct
 
No_st
{

    
int
 
numero
;

    
struct
 
No_st
 
*
prox
;

}
 
No
;

```

O tipo de dados seria definido apenas pela chamada ao método struct, mas a inclusão do typedef simplifica a sua utilização. Ele cria um nome alternativo para No_st, que pode ser chamado simplesmente de No por outras estruturas de dados. 
Exemplo de inicialização e preenchimento no main:
```
int
 
main
(
void
){

   
No
 
primeiro
;

   
No
 
segundo
;

   
primeiro
.
numero
 
=
 
1
;

   
segundo
.
numero
 
=
 
2
;

   
primeiro
.
prox
 
=
 
&
segundo
;

   

   
printf
(
"%d
\n
"
,
 
primeiro
.
numero
);

   
printf
(
"%d
\n
"
,
 
primeiro
.
prox
->
numero
);

   
return
 
(
1
);

}

```

Neste exemplo, as chamadas às funções printf() imprimiriam 1 e 2, respectivamente.

### Manutenção

#### Cria Lista
Para começar uma lista não basta começar a inserir novas células, é preciso uma base, ou raiz, que será sempre a mesma para uma lista. Esta raiz pode ser simplesmente um apontador para uma lista ou um apontador para uma primeira célula vazia.
Normalmente, para listas, é usada a célula vazia, já para as pilhas e filas é usado o apontador para os respectivos.
A função seguinte é usada no main após ser declarada a variável raiz que será do tipo apontador para lista( que nestes exemplos tem o nome No).Esta cria uma célula vazia e mete a raiz a apontar para esta:
```
No
 
*
 
cria_lista
(){
     
// Função do tipo apontador para lista, i.e., o tipo de função tem de ser igual ao tipo que retorna

    
No
 
*
 
novo
,
*
aux
;

    
novo
 
=
 
(
No
 
*
)
 
malloc
(
 
sizeof
(
 
No
 
));
   
/*Aloca memória do tamanho de uma célula*/

    
if
(
novo
 
==
 
NULL
)
 
exit
(
0
);
    
/* Se não alocar memória significa que não há memoria disponível, logo deve sair*/

    

    

    
novo
->
prox
 
=
 
NULL
;
         
/*Como esta deve ser a primeira função a ser executada, esta célula vazia aponta para NULL*/

    

    
aux
=
 
novo
;
 
/*Para retornar o aux com o endereço da célula vazia, deve ser corrigido o valor do mesmo*/

    
return
 
(
aux
);
 
/*Retorna o aux*/

}

```

Um exemplo da sua utilização no main seria: 
```
int
 
main
(
void
){

    
No
 
*
 
raiz
;

    
/*raiz = (No *) malloc( sizeof(No) ); */

    
raiz
 
=
 
cria_lista
();

    
/* Depois começa o seu uso: Inserção, Remoção, etc...*/

    
return
 
EXIT_SUCCESS
;

}

```

Como raiz está sendo passada como parâmetro na função cria_lista() e em outras funções, é preciso alocar memória para raiz de modo que seja possível realizar as operações no ponteiro que interage com raiz dentro das funções.

#### No início
```
No
 
*
 
inserirNoInicio
(
No
 
*
 
raiz
,
 
int
 
numero
){

    
No
 
*
 
novo
,
 
*
aux
;

    
aux
 
=
 
raiz
;

    
novo
 
=
 
(
No
 
*
)
 
malloc
(
sizeof
(
No
));

    
if
(
novo
 
==
 
NULL
)
 
exit
(
0
);
     

    
novo
->
numero
 
=
 
numero
;

    
novo
->
prox
 
=
 
aux
->
prox
;

    
aux
->
prox
 
=
 
novo
;

    
return
(
aux
);

}

```

#### No fim
```
void
 
inserirNoFim
(
No
 
**
raiz
,
 
int
 
numero
){

    
No
 
*
novo
;

    
novo
 
=
 
(
No
 
*
)
 
malloc
(
sizeof
(
No
));

    
if
(
novo
 
==
 
NULL
)
 
exit
(
0
);

    
novo
->
numero
 
=
 
numero
;

    
novo
->
prox
 
=
 
NULL
;

    

    
if
(
*
raiz
 
==
 
NULL
){

        
*
raiz
 
=
 
novo
;

    
}
else
{

        
No
 
*
aux
;

        
aux
 
=
 
*
raiz
;

        
while
(
aux
->
prox
 
!=
 
NULL
){

            
aux
 
=
 
aux
->
prox
;

        
}

        
aux
->
prox
 
=
 
novo
;

        
*
raiz
 
=
 
aux
;

    
}

}

```

### Remoção

#### No início
```
void
 
removerNoInicio
(
No
 
*
raiz
){

    
No
 
*
aux
;

    
if
(
raiz
 
==
 
NULL
)

        
printf
(
"
\n
A lista ja esta vazia"
);

    
else
{

        
aux
 
=
 
raiz
->
prox
;

        
raiz
->
prox
 
=
 
aux
->
prox
;

        
free
(
aux
);

    
}

}

```

#### No fim
```
void
 
removerNoFim
(
struct
 
No
 
**
raiz
){

    
if
(
*
raiz
 
==
 
NULL
)

        
printf
(
"
\n
A lista ja esta vazia"
);

    
else
{

        
struct
 
No
 
*
auxFrente
,
 
*
auxTras
=
NULL
;

        
auxFrente
 
=
 
*
raiz
;

        
while
(
auxFrente
->
prox
 
!=
 
NULL
){

            
auxTras
 
=
 
auxFrente
;

            
auxFrente
 
=
 
auxFrente
->
prox
;

        
}

        
if
(
auxTras
 
!=
 
NULL
)

            
auxTras
->
prox
 
=
 
NULL
;

        
free
(
auxFrente
);

    
}

}

```

Exemplo de um Código feito para um dicionário de palavras em linguagem de programação C:
```
 
struct
 
dic
{

     
char
 
*
original
;

     
char
 
*
complementar
;

     
struct
 
dic
 
*
prox
;

 
};

 

 
struct
 
dic
*
 
ini
=
NULL
;

 
struct
 
dic
*
 
last
=
NULL
;
''

 

 
//adicionar um novo dic à nossa lista

 
void
 
dic_add
(
char
 
*
original
,
 
char
 
*
complementar
){

         

     
//se last é igual a Null quer dizer que a lista está vazia

     
if
 
(
last
 
==
 
NULL
){

         
// o elemento será o primeiro

         
last
 
=
 
(
struct
 
dic
*
)
malloc
(
sizeof
(
struct
 
dic
));

         
(
*
last
).
original
 
=
 
original
;

         
(
*
last
).
complementar
 
=
 
complementar
;

         
// Definição da cabeça da fila

         
ini
 
=
 
last
;

     
}
 
else
 
{

         
// o elemento será o último

         
(
*
last
).
prox
 
=
 
(
struct
 
dic
*
)
malloc
(
sizeof
(
struct
 
dic
));

         
last
 
=
 
(
*
last
).
prox
;

         
(
*
last
).
original
 
=
 
original
;

         
(
*
last
).
complementar
 
=
 
complementar
;

     
}
        

 
}

 

 
//Percorrer e Imprimir a lista ligada

 
void
 
dic_print
(){

     
int
 
sair
 
=
 
0
;

     
struct
 
dic
*
 
act
 
=
 
ini
;

    

     
do
 
{

         
if
 
(
act
 
==
 
last
)

             
sair
 
=
 
1
;

         
printf
(
"----------------------------------------------
\n
"
);

         
printf
(
"original: %s
\n
"
,(
*
act
).
original
);

         
printf
(
"complementar: %s
\n
"
,(
*
act
).
complementar
);

         
printf
(
"prox: %d
\n
"
,
 
(
*
act
).
prox
);

         
act
 
=
 
(
*
act
).
prox
;

     
}
 
while
(
sair
 
==
 
0
);

     
printf
(
"----------------------------------------------"
);

 
}

```

## Exemplo em C++
Pode-se utilizar também uma sintaxe de classe, atribuindo esses métodos, da linguagem de programação C++. Aqui, foram criadas duas classes: Node (nó) e List (lista). Os métodos criados foram os seguintes: adicionar, excluir, buscar e imprimir.
```
#include
 
<iostream>

using
 
namespace
 
std
;

class
 
Node
 
{

    
public
:

        
int
 
value
;
 
// Pode ser implementado qualquer tipo de dados aqui.

        
Node
 
*
next
;

        
Node
 
()
 
{

            
next
 
=
 
NULL
;
 
// Construtor padrão

        
}

        
Node
 
(
int
 
_value
)
 
{
 
// Construtor para o caso de haver já um valor a ser atribuído

            
value
 
=
 
_value
;

            
next
 
=
 
NULL
;

        
}

};

class
 
List
 
{

    
public
:

        
Node
 
*
head
;
 
// A "cabeça" é um ponteiro para o primeiro elemento da lista.

        
List
 
()
 
{
 
// Construtor padrão; único

            
head
 
=
 
NULL
;

        
}

        
void
 
push_back
 
(
int
 
x
)
 
{
 
// Método para adicionar um elemento novo ao final da lista.

            
Node
 
*
novo
 
=
 
new
 
Node
;

            
novo
->
value
 
=
 
x
;

            
if
 
(
head
 
==
 
NULL
)

                
head
 
=
 
novo
;

            
else
 
{

                
Node
 
*
onde
 
=
 
head
;

                
while
 
(
onde
->
next
)

                    
onde
 
=
 
onde
->
next
;

                
onde
->
next
 
=
 
novo
;

            
}

        
}

        
void
 
imprime
(){
 
// Método para imprimir, na saída padrão, todos os elementos na tela;

            
Node
*
 
temp
 
=
 
head
;

            
while
 
(
temp
)
 
{

                
cout
 
<<
 
temp
->
value
 
<<
 
endl
;

                
temp
 
=
 
temp
->
next
;

            
}

            
return
;

        
}

        
bool
 
find
 
(
int
 
x
)
 
{
 
// Método de busca de um elemento na lista

            
Node
 
*
pointer
 
=
 
new
 
Node
;

            
if
 
(
!
head
)

                
return
 
false
;

            
pointer
 
=
 
head
;

            
for
 
(;
 
pointer
;
 
pointer
 
=
 
pointer
->
next
)

                
if
 
(
pointer
->
value
 
==
 
x
)

                    
return
 
true
;

            
return
 
false
;

        
}

        
bool
 
deletar
 
(
int
 
x
)
 
{
 
// Método de exclusão de um elemento da lista, nesse caso, eliminando todos os elementos equivalentes a "x"

            
Node
 
*
pointer
 
=
 
new
 
Node
;

            
if
 
(
!
find
(
x
))

                
return
 
false
;

            
while
 
(
head
->
value
 
==
 
x
)

                
head
 
=
 
head
->
next
;

            
if
 
(
!
head
)

                
return
 
false
;

            
pointer
 
=
 
head
;

            
while
 
(
pointer
)
 
{

                
if
 
(
pointer
->
next
)

                    
if
 
(
pointer
->
next
->
value
 
==
 
x
)

                        
pointer
->
next
 
=
 
pointer
->
next
->
next
;

                
pointer
 
=
 
pointer
->
next
;

            
}

            
return
 
true
;

        
}

};

```

## Exemplo em Java
Exemplo de um Código feito para um dicionário de palavras em linguagem de programação Java:
```
class
 
No

{

	
Object
 
elemento
;

	
No
 
prox
;

	

	
No
 
(
Object
 
elem
){

		
elemento
 
=
 
elem
;

		
prox
 
=
 
null
;

	
}

}

public
 
class
 
ListaLigada

{

	
private
 
No
 
primeiro
,
 
ultimo
;

	
private
 
int
 
nroNos
;

	

	
ListaLigada
 
()

	
{

		
primeiro
 
=
 
null
;

		
ultimo
 
=
 
null
;

		
nroNos
 
=
 
0
;

	
}

	

	
public
 
boolean
 
isVazia
()
 
{

		
return
 
(
primeiro
 
==
 
null
 
&&
 
ultimo
 
==
 
null
);

	
}

	

	
public
 
void
 
addInicio
(
Object
 
o
)
 
{

		
nroNos
++
;

		
No
 
novoNo
 
=
 
new
 
No
(
o
);

		
if
 
(
isVazia
())

			
ultimo
 
=
 
novoNo
;

		
else

			
novoNo
.
prox
 
=
 
primeiro
;

		
primeiro
 
=
 
novoNo
;

	
}

	

	
public
 
void
 
addFinal
(
Object
 
o
)
	
{

		
nroNos
++
;

		
No
 
novoNo
 
=
 
new
 
No
(
o
);

		
if
 
(
isVazia
())

			
primeiro
 
=
 
novoNo
;

		
else

			
ultimo
.
prox
 
=
 
novoNo
;

		
ultimo
 
=
 
novoNo
;

	
}

	

	
public
 
int
 
getNroNos
()
 
{

		
return
 
nroNos
;

	
}

	

	
/*

	 * @param posicao

	 * 	posição contada a partir do zero como primeiro elemento

	 */

	
public
 
void
 
addMeio
(
Object
 
o
,
 
int
 
posicao
)
	
{

		
nroNos
++
;

		
No
 
novoNo
 
=
 
new
 
No
(
o
);

		
if
(
posicao
 
<=
 
1
)
 
{

			
addInicio
(
novoNo
);

			
return
;

		
}

		
if
 
(
posicao
 
>
 
nroNos
)
 
{
 
//Outra abordagem seria lançar exceção para posição inválida (>nroNos+1)

			
addFinal
(
novoNo
);

			
return
;

		
}

		
No
 
noTemp
 
=
 
primeiro
.
prox
;

		
for
(
int
 
posAux
=
1
;
posAux
<
posicao
;
posAux
++
)

			
noTemp
 
=
 
noTemp
.
prox
;

		
novoNo
.
prox
 
=
 
(
noTemp
.
prox
).
prox
;

		
noTemp
.
prox
 
=
 
novoNo
;

	
}

	

	
public
 
void
 
Remover
(
Object
 
elemento
)

	
{

		
No
 
noTemp
 
=
 
primeiro
;

		
No
 
noAnt
 
=
 
null
;

		

		
if
 
(
primeiro
.
elemento
.
equals
(
elemento
))
	
{

			
primeiro
 
=
 
primeiro
.
prox
;

			
nroNos
--
;

		
}

		
else
 
{

			
while
 
(
noTemp
 
!=
null
 
&&
 
!
noTemp
.
elemento
.
equals
(
elemento
))
 
{

				
noAnt
 
=
 
noTemp
;

				
noTemp
 
=
 
noTemp
.
prox
;

			
}

			
if
(
noTemp
 
!=
 
null
)
 
{

				
noAnt
.
prox
 
=
 
noTemp
.
prox
;

				
nroNos
--
;

			
}

			
if
(
noTemp
 
==
 
ultimo
)
 
{

				
ultimo
 
=
 
noAnt
;

			
}

		
}

	
}

	

	
public
 
Object
 
BuscarElemento
 
(
Object
 
elemento
)

	
{

		
int
 
i
 
=
 
1
;

		
No
 
noTemp
 
=
 
primeiro
;

		

		
while
 
(
noTemp
 
!=
null
)
 
{

			
if
(
noTemp
.
elemento
.
equals
(
elemento
))
 
{

				
return
 
noTemp
;

			
}

			
i
 
=
 
i
 
+
1
;

			
noTemp
 
=
 
noTemp
.
prox
;

		
}

		
return
 
null
;

	
}

}

```

## Exemplo em Pascal
Exemplo de um Código feito para um dicionário de palavras em linguagem de programação Pascal:
```
program
 
Lista_ligada
;

uses
 
crt
;

type

  
Tdado
 
=
 
char
;

  
Tptr
 
=
 
^
Tnode
;

  
Tnode
 
=
 
record

            
prox
:
 
Tptr
;

            
info
:
 
Tdado
;

          
end
;

procedure
 
exibe
(
ptr
:
Tptr
)
;

var

  
aux
:
Tptr
;

begin

  
aux
 
:=
 
ptr
;

  
if
 
(
aux
 
=
 
NIL
)
 
then

    
writeln
(
'A lista está vazia.'
)
 
else

  
begin

    
while
 
(
aux
^.
prox
 
<>
 
NIL
)
 
do

    
begin

      
writeln
(
aux
^.
info
)
;

      
aux
 
:=
 
aux
^.
prox
;

    
end
;

    
writeln
(
aux
^.
info
)
;

  
end
;

  
readkey
;

end
;

procedure
 
insereInicio
(
var
 
ptr
:
Tptr
;
 
v
:
char
)
;

var

  
aux
:
Tptr
;

begin

  
if
 
(
ptr
 
<>
 
NIL
)
 
then

  
begin

    
new
(
aux
)
;

    
aux
^.
info
 
:=
 
v
;

    
aux
^.
prox
 
:=
 
ptr
;

    
ptr
 
:=
 
aux
;

  
end
 
else

  
begin

    
new
(
ptr
)
;

    
ptr
^.
info
 
:=
 
v
;

    
ptr
^.
prox
 
:=
 
NIL
;

  
end
;

end
;

procedure
 
insereFinal
(
var
 
ptr
:
Tptr
;
 
v
:
char
)
;

var

  
aux
:
 
Tptr
;

  
nova
:
 
Tptr
;

begin

  
aux
 
:=
 
ptr
;

  
if
 
(
aux
 
=
 
NIL
)
 
then

    
writeln
(
'Lista está vazia.'
)
 
else

  
begin

    
while
 
(
aux
^.
prox
 
<>
 
NIL
)
 
do

      
aux
 
:=
 
aux
^.
prox
;

    
new
(
nova
)
;

    
nova
^.
info
 
:=
 
v
;

    
nova
^.
prox
 
:=
 
NIL
;

    
aux
^.
prox
 
:=
 
nova
;

  
end
;

end
;

procedure
 
remove
(
var
 
ptr
:
Tptr
;
 
v
:
char
)
;

var

  
aux
:
Tptr
;

  
aux2
:
Tptr
;

begin

  
if
 
(
ptr
 
=
 
NIL
)
 
then

    
writeln
(
'A lista está vazia.'
)
 
else

  
begin

    
aux
 
:=
 
ptr
;

    
if
 
(
aux
^.
info
 
=
 
v
)
 
then

    
begin

      
ptr
 
:=
 
ptr
^.
prox
;

      
dispose
(
aux
)
;

    
end
;

    
while
 
(
aux
^.
prox
 
<>
 
NIL
)
 
do

    
begin

      
if
 
(
aux
^.
prox
^.
info
 
=
 
v
)
 
then

      
begin

        
aux2
 
:=
 
aux
^.
prox
;

        
aux
^.
prox
 
:=
 
aux2
^.
prox
;

        
dispose
(
aux2
)
;

      
end
;

      
aux
 
:=
 
aux
^.
prox
;

    
end
;

  
end
;

end
;

```